# 疏园
郭味蕖故居“疏园”，位于山东省潍坊市潍城区东风西街，是中华人民共和国山东省文物保护单位之一。
2006年12月7日，授予山东省文物保护单位，是一座近现代重要史迹及代表性建筑。